# Djupvik
Djupvik (Čietnjalluokta en Sami ou Siennalahti en Kvène) est une localité du comté de Troms, en Norvège.

## Géographie
Administrativement, Djupvik fait partie de la kommune de Kåfjord.
Djupvik est situé au bord du fjord de Lyngen.

## Transports
La route européenne 6 traverse Djupvik

## Quelques vues de Djupvik

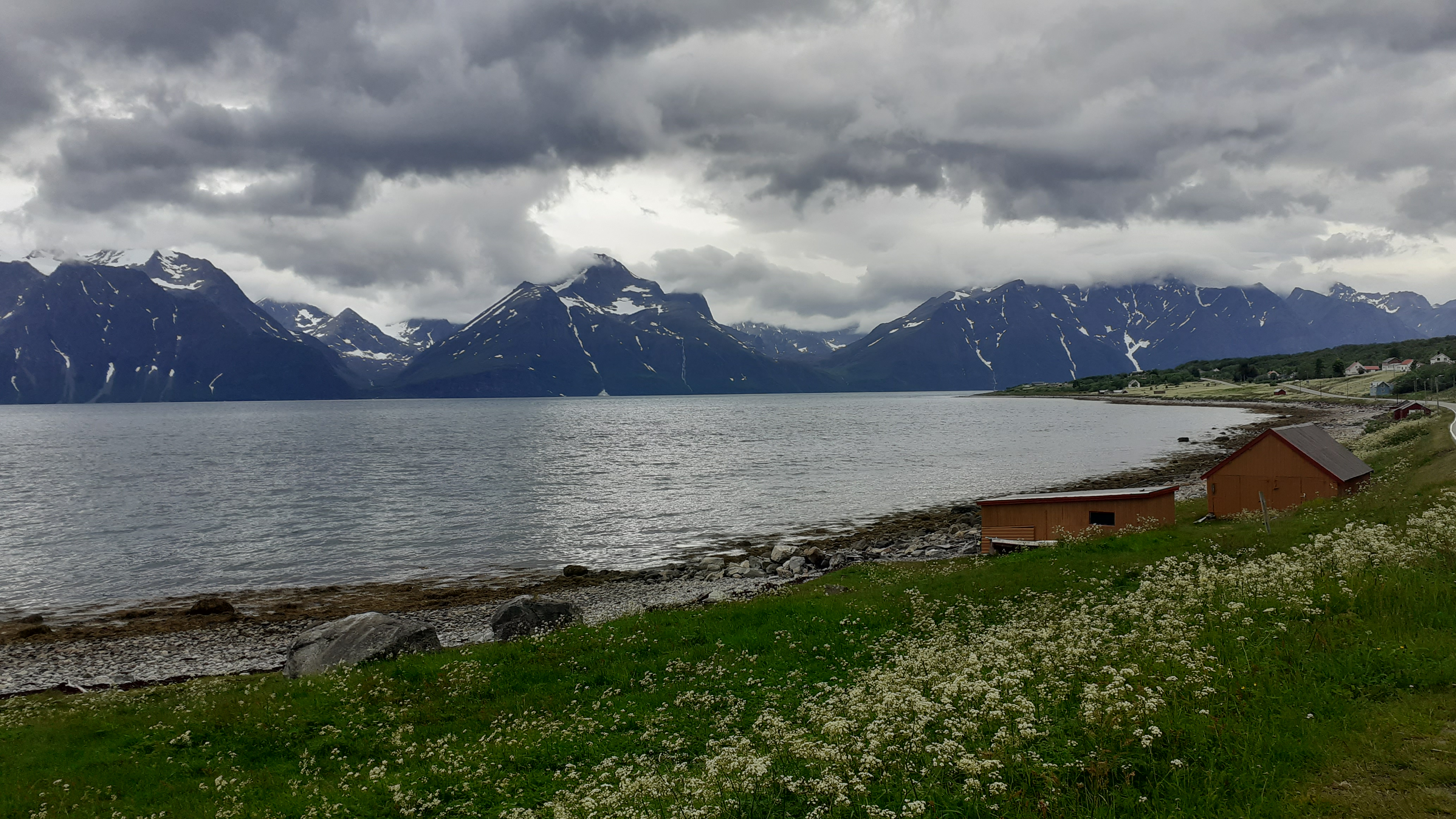
Vue du Lygenfjorden au nord de Djupvik
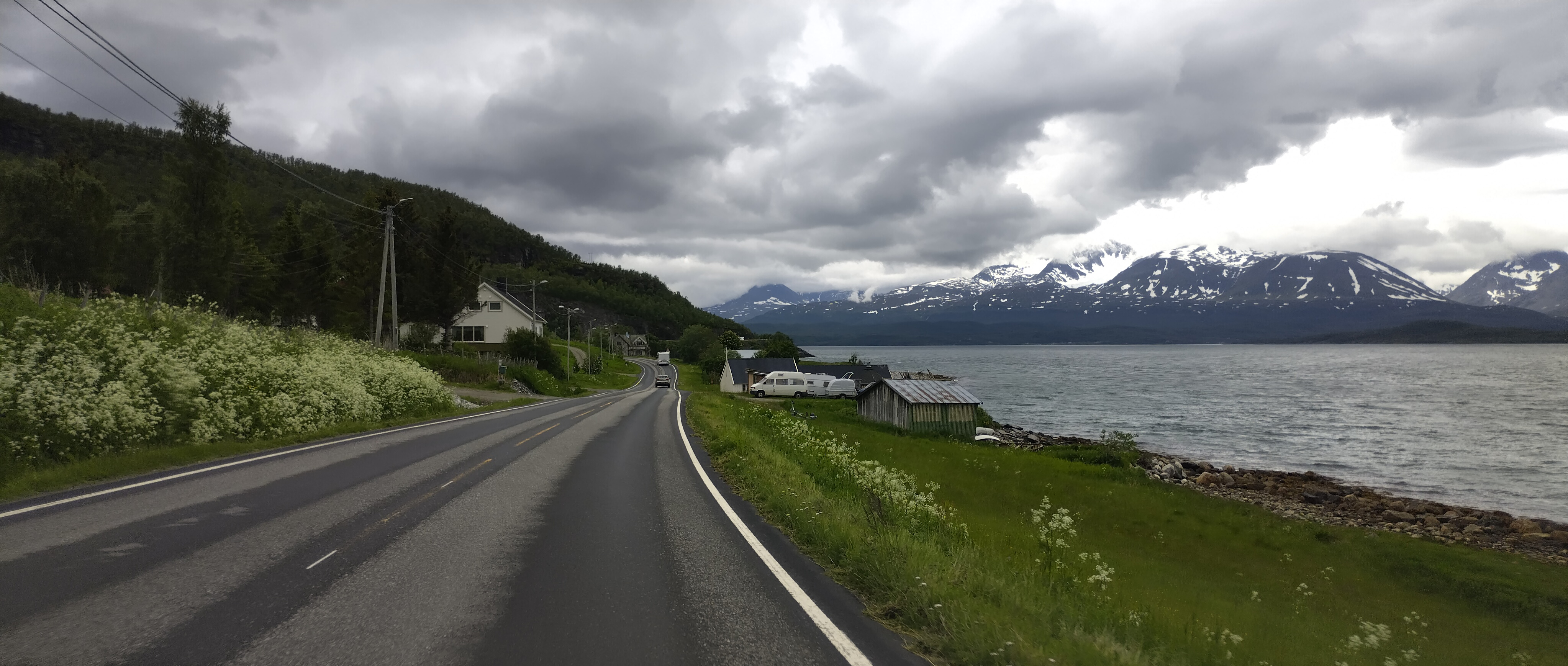
Vue de la E6 traversant Djupvik